# Heisler Locomotive Works
Heisler Locomotive Works war ein amerikanischer Hersteller für Dampflokomotiven. Das Werk wurde 1907 von Charles L. Heisler gegründet und ging aus der Reorganisation der Stearns Manufacturing Company hervor. Der Sitz war in Erie (Pennsylvania). Die Produktion wurde 1941 eingestellt.

## Geschichte

### Der Konstrukteur
Der Ingenieur Charles L. Heisler arbeitete 1891 bei der Dunkirk Engineering Company in Dunkirk (New York) und erhielt 1892 ein Patent für die Konstruktion einer Getriebedampflokomotive mit zwei Drehgestellen. Die Company zeigte jedoch kein Interesse am Bau der Lokomotive und so verließ Heisler Dunkirk. Im August 1894 übernahm die Stearns Manufacturing Company in Erie (Pennsylvania), die Produktion. 1897 erhielt Heisler dann ein weiteres Patent auf eine dreiteilige Lokomotive mit stärkerem Antrieb und höherem Gewicht. Die Hersteller Climax und Lima (Shay) hatten jedoch schon 1880 die ersten Getriebelokomotiven hergestellt und so blieben die Aufträge hinter den Erwartungen zurück. Deshalb wurde die Produktion bereits 1904 wieder eingestellt. Nach der Finanzkrise von 1907 wurde die SMC dann als Heisler Locomotive Works reorganisiert und der Lokomotivbau danach bis 1941 fortgesetzt.

## Lokomotiven

### Lokomotiven mit zwei Drehgestellen

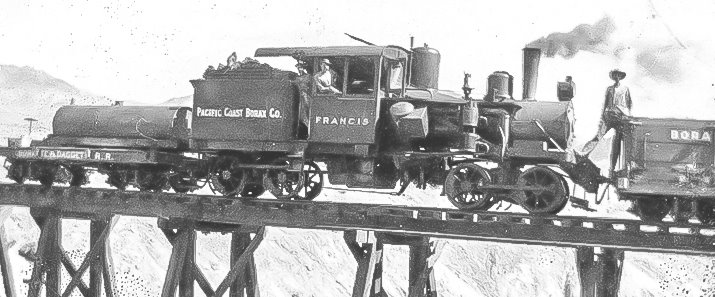
Pacific Coast Borax Co. Lok Nr. 2 „Francis“

Die Lokomotiven zeichneten sich dadurch aus, dass die beiden Dampfzylinder in einem Winkel von 45° zu einem V angeordnet und dann im Inneren des Rahmens mit der Antriebswelle verbunden waren. Diese Welle war unter dem Kessel positioniert. Die Kurbelwelle war dann mit einem geschlossenen Getriebe, mit den nach innen gerichteten Achsen des jeweiligen Drehgestells verbunden. Die nach außen zeigenden Achsen der Drehgestelle waren dann über Pleuelstangen mit den inneren Achsen verbunden. Der erste Prototyp der Heisler-Lokomotiven wurde 1891 bei Dunkirk Engineering Co. gebaut.

### Lokomotiven mit drei Drehgestellen

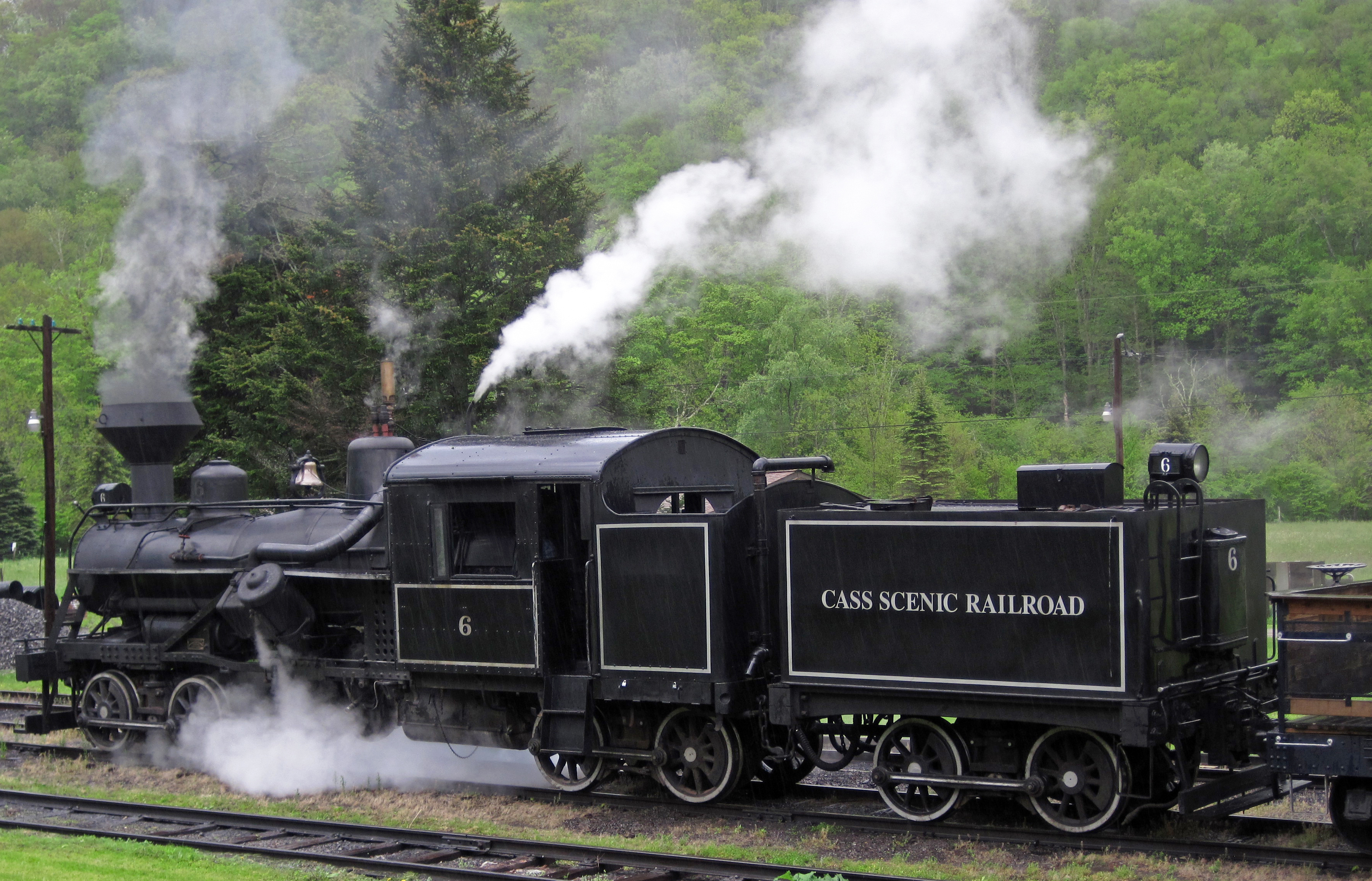
Lok Nr. 6 der Cass Scenic Railroad

1897 erhielt Heisler ein weiteres Patent für dreiteilige Lokomotiven, bei denen der Tender auf einem dritten Drehgestellt, mit eigenem Rahmen, angeordnet war. Auch dieses Drehgestell wurde über eine Welle angetrieben, die mit den Dampfzylindern verbunden war. Diese Bauart fand bei Lokomotiven mit mehr Leistung/Gewicht und so auch mehr Kohle- und Wasserbedarf Anwendung. Dieser Typ wurde auch mit vier Dampfzylindern hergestellt.
Die beiden Lokomotivtypen wurden in 11 verschiedenen Versionen, mit einem Gewicht von 14 bis 95 Tonnen, hergestellt. Sie wurden zuerst für Kohle- und Holzfeuerung, später aber auch mit Ölbefeuerung produziert. In den letzten Jahren konnte auch eine einzelne dieselelektrische Version gebaut werden.

### Vorteile der Bauart Heisler
Die Vorteile der Bauart Heisler gegenüber Climax-/Shay-Lokomotiven waren:
- Die Loks erreichten eine höhere Geschwindigkeit.
- Sie waren in der Anschaffung günstiger.
- Die Wartungskosten waren wegen des vereinfachten Übertragungssystems geringer.[1][2]

### Dampfspeicherlokomotiven

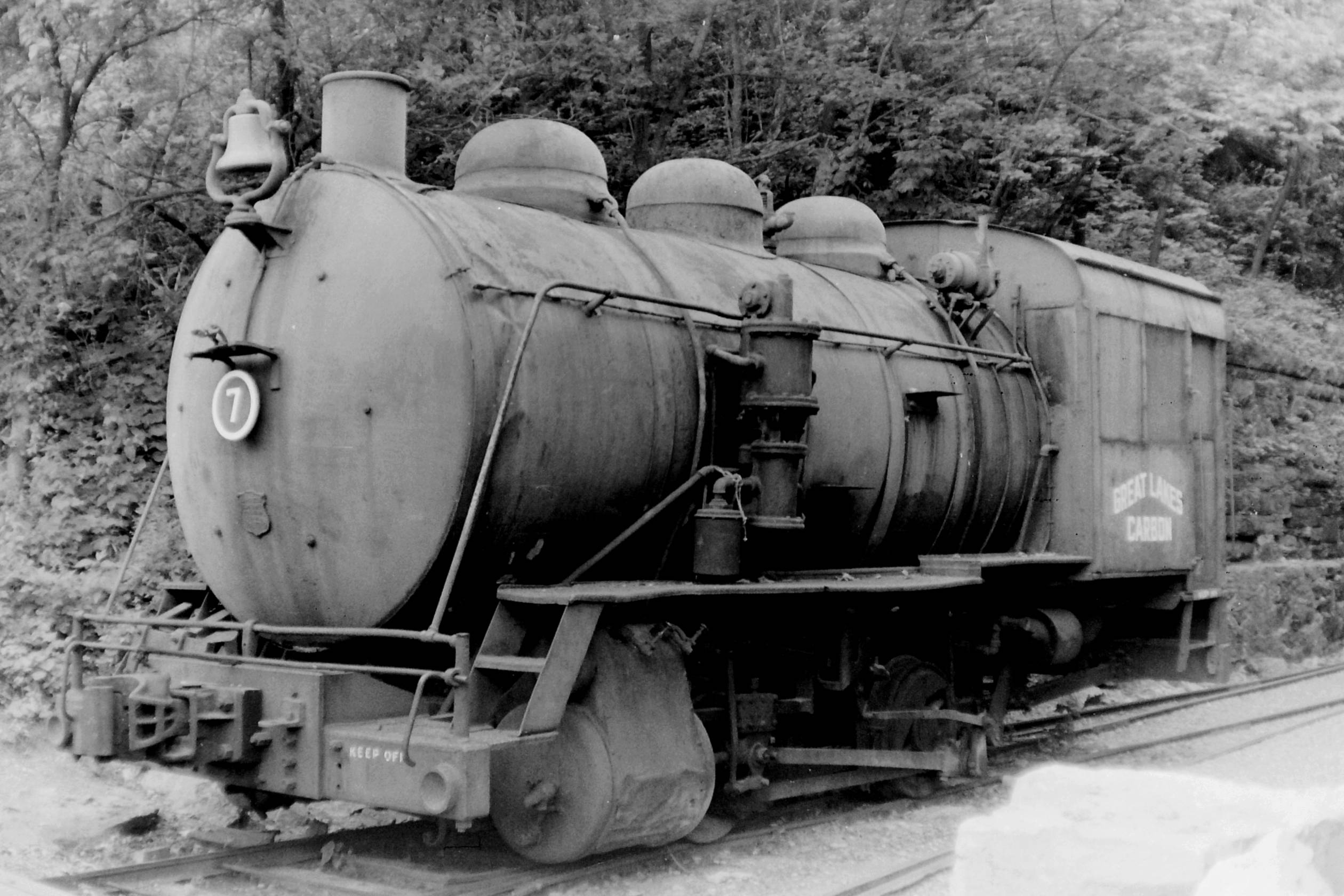
Lok Nr. 7 der Great Lakes Carbon Co.

Nach 1930 wurden Dampfspeicherlokomotiven mit zwei horizontal angeordneten Dampfzylindern und äußerem Antriebsgestänge hergestellt. Diese Loks wurden zur Dampferzeugung nicht befeuert. Stattdessen wurde Dampf in einer stationären Anlage erzeugt und anschließend in den Kessel geleitet. Damit wurde dann Wasser erhitzt, um weiteren Dampf zu erzeugen. Diese Loks wurden u. a. in Bereichen mit Brandgefahr eingesetzt, wie z. B. Bergwerken. Sie wurden mit neuen Bezeichnungen für die Achsfolge und Herstellernummern versehen (z. B. 0-4-0F, Produktions-Nr. 58).
Insgesamt wurden 625 Lokomotiven hergestellt, von denen noch etwa 40 erhalten sind.

## Erhaltene Lokomotiven
| Lokomotiven – noch bei der Stearns Manufacturing Company erbaut. |      |        |      |                                                     | |  |
|                                                                  | 1906 | 2      | 20 t | Santee River Hardwood Nr. 3                         | Bei der Whitewater Valley Railroad, in Connersville (Indiana) ausgestellt.                                                            |  |
| 1082                                                             | 1904 | 2      | 20 t |                                                     | Beim Bush Tramway Club, in Pukemiro Neuseeland ausgestellt.                                                                           |  |
| 1092                                                             | 1906 | 2      | 28 t | Yakutat and Southern Railroad (Minard Lumber) Nr. 1 | Ist in Yakutat (Alaska) aufgestellt.                                                                                                  |  |
| Lokomotiven – bei Heisler Locomotive Works erbaut.               |      |        |      |                                                     | |  |
| 1155                                                             | 1909 | 2      | 42 t | Broughton Lumber Nr. 2                              | Im Tillamook Air Museum, in Tillamook (Oregon) ausgestellt.                                                                           |  |
| 1198                                                             | 1910 | 2      | 60 t | Curtiss Lumber Company Nr. 2                        | Bei der Oregon Coast Scenic Railroad, in Garibaldi (Oregon), in Betrieb.                                                              |  |
| 1225                                                             | 1911 | 2      | 18 t | Richardson Lumber Nr. 1                             | Lokomotive mit 914 mm Spurweite, bei Leslie Wilmunder, in Palermo (Kalifornien), wurde privat restauriert.                            |  |
| 1252                                                             | 1912 | 3      | 78 t | Pickering Lumber Company Nr. 10                     | Bei der Mount Rainier Scenic Railroad and Logging Museum, in Elbe (Washington) ausgestellt.                                           |  |
| 1260                                                             | 1912 | 2      | 36 t | SC&SR Nr. 2                                         | Bei der Silver Creek and Stephenson Railroad, in Freeport (Illinois).                                                                 |  |
| 1268                                                             | 1913 | 3      | 86 t | Pickering Lumber Company Nr. 5                      | Bei der Niles Canyon Railway, in Sunol (Kalifornien) und soll restauriert werden.                                                     |  |
| 1272                                                             | 1913 | 3      | 86 t | Pickering Lumber Company Nr. 1                      | Bei der Oregon Coast Scenic Railroad, in Garibaldi (Oregon).                                                                          |  |
| 1306                                                             | 1915 | 2      | 40 t | W. H. Eccles Lumber Company Nr. 3                   | Lokomotive mit 914 mm Spurweite, bei der Sumpter Valley Railroad, in McEwen (Oregon), in Betrieb.                                     |  |
| 1351                                                             | 1916 | 2      | 47 t | Blake Bros. (Mason Valley) Nr. 1                    | Bei Roots of Motive Power, in Willits (Kalifornien), in Betrieb.                                                                      |  |
| 1364                                                             | 1917 | 2      | 63 t | Craig Mountain Lumber Company Nr. 3                 | Bei der Oregon Coast Scenic Railroad, in Garibaldi (Oregon), außer Dienst.                                                            |  |
| 1369                                                             | 1918 | 3      | 75 t | Pickering Lumber Company Nr. 2                      | Im Travel Town Museum, in Los Angeles (Kalifornien) ausgestellt.                                                                      |  |
| 1375                                                             | 1918 | 2      | 53 t | Chicago Mill and Lumber Company Nr. 4               | Im Railroad Museum of Pennsylvania ausgestellt.                                                                                       |  |
| 1401                                                             | 1899 | 2      | 37 t |                                                     | Bei der Roaring Camp and Big Trees Narrow Gauge Railroad, in Felton (Kalifornien), Nr. 2 ist die älteste in Betrieb befindliche Lok.  |  |
| 1415                                                             | 1920 | 2      | 22 t | Holly Ridge Lumber Nr. 3                            | Bei Dr. Marvin Kendell Estate, in Barnet (Vermont) ausgestellt.                                                                       |  |
| 1446                                                             | 1920 | 2      | 36 t | Mt. Tamapais & Muir Woods Nr. 9                     | Bei der Pacific Lumber Company, in Scotia (Kalifornien) ausgestellt.                                                                  |  |
| 1450                                                             | 1921 | 2      | 26 t |                                                     | Bei der Ferrymead Railway, in Christchurch (Neuseeland) im Lokschuppen ausgestellt.                                                   |  |
| 1462                                                             | 1922 | 2      | 62 t | Buffelen Lumber Nr. 5                               | Bei der Oregon Coast Scenic Railroad, in Centralia (Washington) gelagert.                                                             |  |
| 1468                                                             | 1922 | 2      | 22 t | Phenix Marble Nr. 1                                 | Bei der Passumpsic Railroad, in Barnet (Vermont), in Betrieb.                                                                         |  |
| 1479                                                             | 1923 | 2      | 55 t | Campbell Limestone Co. Nr. 9                        | Im Southeastern Railway Museum, in Duluth (Georgia) ausgestellt.                                                                      |  |
| 1488                                                             | 1923 | 2      | 50 t | NP&TC Nr.2                                          | Im Northwest Railway Museum, in Snoqualmie (Washington), wird optisch aufgearbeitet.                                                  |  |
| 1494                                                             | 1924 | 2      | 24 t |                                                     | Wurde 2011 restauriert und dann im Shantytown Park, in Greymouth (Neuseeland) ausgestellt.                                            |  |
| 1502                                                             | 1924 | 3      | 90 t | Potlatch For Nr. 92                                 | Im Locomotive Park, in Lewiston (Idaho) ausgestellt.                                                                                  |  |
| 1513                                                             | 1925 |        | 42 t | Fisher Lumber Nr. 3                                 | Ist bei der J.M. Jones Lumber Company in Ferriday (Louisiana) und wird im Schuppen einer Sägemühle aufbewahrt.                        |  |
| 1565                                                             | 1928 | 3      | 80 t | Madera de Durango Nr. 4                             | Bei El Salto (Mexiko) aufgestellt. |  |
| 1589                                                             | 1929 | 2      | 42 t | Forest Products Nr. 2                               | Steht im „Jhon Tisdale“ Gebäude und steht zum Verkauf.                                                                                |  |
| 1591                                                             | 1929 | 3      | 90 t | Cass Scenic Railroad Nr. 6                          | Jetzt im Cass Scenic Railroad State Park, in Cass (West Virginia), in Betrieb.                                                        |  |
| 1594                                                             | 1929 | 2      | 32 t | Intl Shoe Co. Nr. 4                                 | Bei der White Mountain Central Railroad, in Lincoln (New Hampshire), außer Dienst.                                                    |  |
| 1607                                                             | 1939 | 3      | 80 t | Middle Fork RR Nr. 7                                | Bei der Durbin and Greenbrier Valley Railroad, in Durbin (West Virginia), in Aufarbeitung.                                            |  |
| 1930                                                             | 1929 | 3      | 90 t | WCS (KPM) Nr. 91                                    | Jetzt bei der Mount Rainier Scenic Railroad and Logging Museum, in Mineral (Washington), in Betrieb.                                  |  |
| Lokomotive – bei A & G Price gebaut.                             |      |        |      |                                                     | |  |
| 148                                                              | 1943 | 2      |      | Ogilvie and CO. LTD. 148                            | Gebaut von A & G Price. Jetzt bei Steam Scene, in Christchurch (Neuseeland), ist die zuletzt gebaute, betriebsfähige Lok dieses Typs. |  |
| Dampfspeicherlokomotiven                                         |      |        |      |                                                     | |  |
| 33                                                               | 1934 | 0-4-0F |      | T. R. Miller Nr. 33                                 | In Pensacola (Florida) ausgestellt.                                                                                                   |  |
| 34                                                               | 1935 | 0-4-0  |      | Hercules Inc. Nr. 21                                | Jetzt im Southern Depot, in Hattiesburg (Mississippi) ausgestellt.                                                                    |  |
| 38                                                               | 1936 | 0-4-0F | 42 t | Sweetline Railroad Nr. 1                            | Im „Depot Restaurant“, in Caro (Minnesota) ausgestellt.                                                                               |  |
| 39                                                               | 1937 | 0-6-0F | 65 t | Cleveland Electric Nr. 6                            | Im Lake Shore Railway Historical Society, in North East (Pennsylvania), in Betrieb.                                                   |  |
| 43                                                               |      | 0-4-0F | 35 t | Potomac Electric Power Company Nr. 1                | Im Baltimore and Ohio Railroad Museum, in Baltimore (Maryland) ausgestellt.                                                           |  |
| 47                                                               | 1940 | 0-8-0F |      | Pennsylvania Power & Light Nr. 4094                 | Im Railroad Museum of Pennsylvania, in Strasburg (Pennsylvania) ausgestellt.                                                          |  |
| 54                                                               | 1940 | 0-4-0F |      | Columbus and Southern Ohio Electric Company Nr. 2   | Seit 2018 im „Age of Steam Roundhouse“, in Sugarcreek (Ohio) ausgestellt.                                                             |  |
| 56                                                               | 1940 | 0-6-0F | 70 t | Union Electric Company Nr. 2                        | Im National Museum of Transportation in St. Louis (Missouri) ausgestellt.                                                             |  |
| 58                                                               | 1941 | 0-4-0F |      | B.S. Co. Bethlehem Plant Nr. 111                    | Im Railroad Museum of Pennsylvania, in Strasburg (Pennsylvania), ist optisch aufgearbeitet.                                           |  |
| 60                                                               | 1941 | 0-4-0F |      | Connecticut Power                                   | Im Rochester and Genesee Valley Railroad Museum, in Rush (New York) ausgestellt.                                                      |  |
| [ 4 ] [ 5 ]                                                      |      |        |      |                                                     | |  |